# Wilhelm Haberzettl
Wilhelm Haberzettl (Sankt Pölten, 2 juli 1955) is een voormalig Oostenrijks syndicalist en politicus voor de SPÖ.

## Levensloop
Haberzettl werd in 1995 verkozen tot vicevoorzitter van de Gewerkschaft der Eisenbahner (GdE) en in 1999 werd hij voorzitter van deze ÖGB-vakcentrale. Onder zijn bestuur fuseerde de GdE in 2006 met de Gewerkschaft Hotel, Gastgewerbe, Persönlicher Dienst (HGPD) en de Gewerkschaft Handel, Transport, Verkehr (HTV) tot Vida.
Tevens was hij vicevoorzitter van de International Transport Workers' Federation (ITF) van 1998 tot 2011. Daarnaast werd hij in 1999 werd hij op het stichtingscongres van de European Transport Workers' Federation (ETF) te Brussel verkozen tot voorzitter, een functie die hij uitoefende tot 2009. Hij werd in deze hoedanigheid opgevolgd door de Brit Graham Stevenson.
Daarnaast was hij van 30 oktober 2006 tot 28 oktober 2013 afgevaardigde voor de Sozialdemokratische Partei Österreichs (SPÖ) in de Oosterenrijkse Nationalrat.